# Bhagat

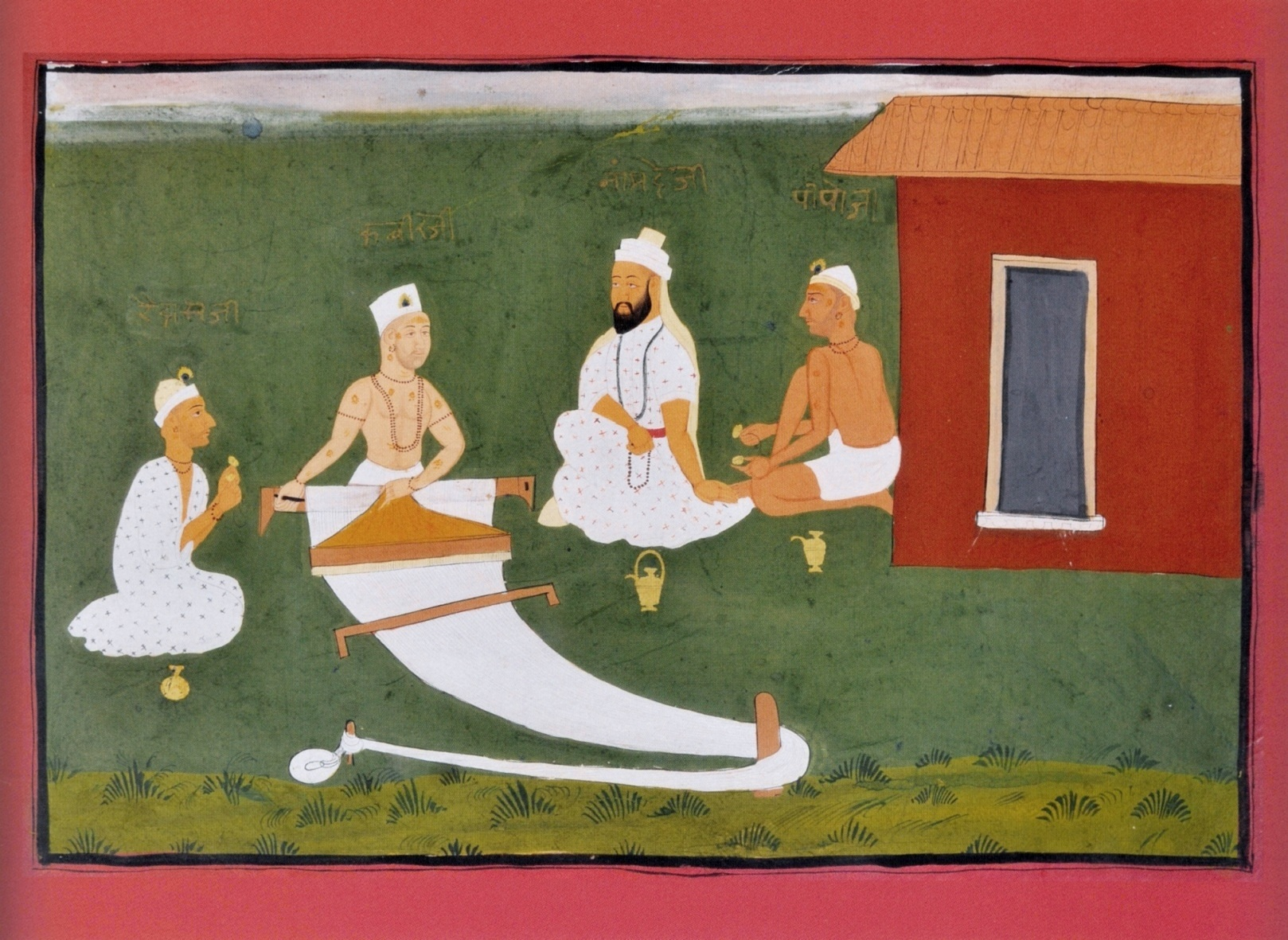
Quattro Bhagat del Sikhismo: Ravidas, Kabīr, Namdev e Pipa.

Il termine Bhagat (ਭਗਤ) designa, nel Sikhismo, gli scrittori ed i bardi le cui opere sono state incorporate nel Libro Sacro: Guru Granth Sahib. Questi poeti sono anche conosciuti come Bhakta (dal sanscrito, Santo).
A seconda delle scuole di pensiero, i bhagat possono essere quindici, o diciassette. Infatti due bhagat: Sunder e Mardana vengono considerati, da alcuni storici solo come dei gursikhs, cioè dei devoti ai guru.

## Origine del termine
Bhagat è una parola che, sotto la forma puanjabi, deriva dal termine sanscrito Bhagavata, che significa: un devoto al Signore (Bhagvan). Molti di questi devoti sono adepti della tradizione bhakti, credenti che seguono la via della realizzazione, guidata dalla preghiera.
Il Guru Arjan è colui che ha raccolto i loro scritti.
Alcuni di essi sono vissuti prima del Guru Nanak Dev, ma si allontanarono dall'Induismo per avvicinarsi ad una dottrina monoteista. Vengono definiti come l'alba prima della nascita del sole.

## Lista dei Bhagats

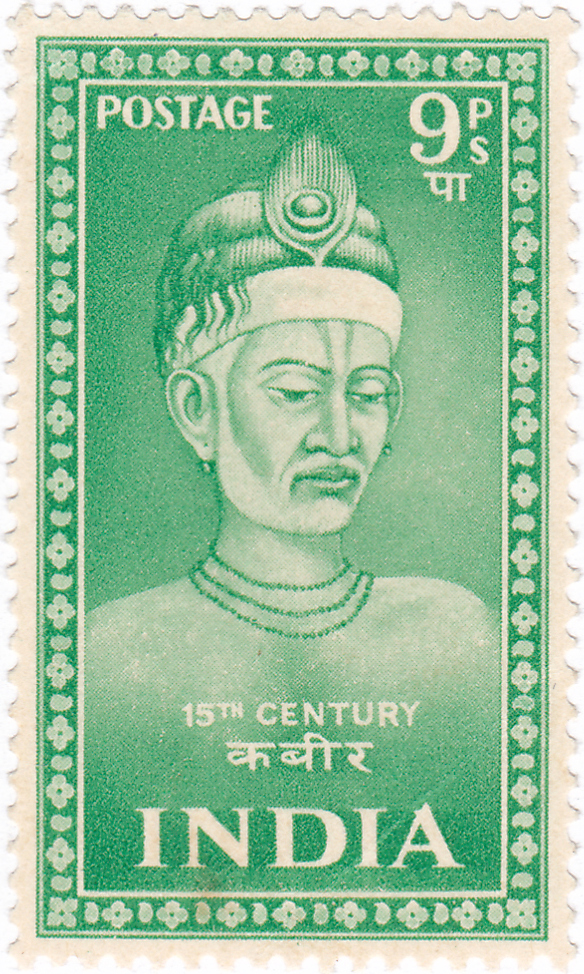
Un francobollo indiano del 1952 rappresentante uno dei bhagat più famosi: Kabīr.

- Bhagat Jaidev
- Cheikh Farid
- Namdev
- Trilochan
- Parmanand
- Sadhna
- Bhagat Beni
- Ramanand
- Dhanna
- Bhagat Pipa
- Bhagat Sain
- Kabīr
- Ravidas anche chiamato Rai Das
- Bhikhan
- Surdas
- Bhagat Sunder
- Mardana